# آنی هر
آنی هر (انگلیسی: Ahney Her؛ زادهٔ ۱۹۹۲ میلادی) یک هنرپیشه اهل ایالات متحده آمریکا و از تبار مردم همونگ است.
از فیلم‌ها یا برنامه‌های تلویزیونی که وی در آن نقش داشته است می‌توان به گرن تورینو اشاره کرد.